# Klafthof
Klafthof ist ein Gemeindeteil von Apfeldorf im oberbayerischen Landkreis Landsberg am Lech. 

## Geografie
Die Einöde Klafthof liegt circa zwei Kilometer südlich von Apfeldorf unweit des Lechs in einer eiszeitlichen Moränenlandschaft. Etwa 500 m westlich der Einöde befindet sich der Egelsee.

## Geschichte
Klafthof wurde erst 1948/49 errichtet.